# اسکارلت لا کوئین
اسکارلت لا کوئین (به انگلیسی: Scarlett la Queen) (زاده ۱۵ ژانویهٔ ۱۹۷۹) بازیگر و خواننده روسی-آمریکایی است. او با نام اسکار نیز شناخته می‌شود
او یک زن ترنس است.
او در سال ۲۰۲۰ آشکارسازی کرد که یک زن ترنس است و چندین رسانه او را اولین خواننده تراجنسیتی روسی نامیدند. او نام اسکارلت را با الهام از شخصیت اصلی رمان بربادرفته انتخاب کرد